# Рожнятовская поселковая община
Рожнятовская поселковая общи́на (укр. Рожнятівська селищна громада) — территориальная община в Калушском районе Ивано-Франковской области Украины.
Административный центр — посёлок Рожнятов.
Население составляет 20162 человека. Площадь — 179,1 км².

## Населённые пункты
В состав общины входят 1 посёлок (Рожнятов) и 9 сёл:
- Вербовка
- Верхний Струтинь
- Камень
- Нижний Струтинь
- Петранка
- Ровня
- Сварычев
- Слобода-Ровнянская
- Топольское